# Don Barclay
Don Barclay (Cranberry, 18 aprile 1989) è un giocatore di football americano statunitense che gioca nel ruolo di offensive lineman per i Green Bay Packers della National Football League (NFL). Dopo non essere stato scelto Draft NFL 2012 firmò coi Packers. Al college ha giocato a football alla West Virginia University.

## Carriera professionistica

### Green Bay Packers
Barclay non fu selezionato nel Draft 2012 ma firmò con i Green Bay Packers e riuscì ad entrare nei 53 uomini del roster attivo per l'inizio della stagione regolare. Nella sua prima annata disputò tutte le 16 partite della stagione regolare, 4 delle quali come titolare.

## Vittorie e premi
Nessuno

## Statistiche
| Partite totali      | 16 |
| Partite da titolare | 4  |